# Юферов Михайло Олександрович
Михайло Олександрович Юферов (19 вересня 1907, Владивосток, Російська імперія — 3 червня 1991, Київ, Українська РСР) — радянський український художник театру і кіно. Заслужений діяч мистецтв УРСР (1960).

## Біографія
Навчався у приватній майстерні живопису і скульптури у Владивостоці (1925—1930) та на театральнодекоративному відділі мистецької студії (1933). 
Працював художником-постановником на Одеській (1935—1941) та Київській кіностудіях (з 1950).

Могила Михайла Юферова

Був членом Спілки кінематографістів України.
Похований на Лук'янівському цвинтарі.

## Фільмографія
- Поставив художній фільм «Летючий корабель» (1960, у співавт. з А. Войтецьким).

Художник-постановник:
- «Пригоди Петрушки» (1936, у співавт.),
- «Педро» (1938),
- «Моряки» (1939),
- «Танкер „Дербент“» (1940),
- «Дочка моряка» (1941),
- «Морський яструб» (1941),
- «Адмірал Нахімов» (1946),
- «Костянтин Заслонов» (1949),
- «Вогні Баку» (1950),
- «В степах України» (1952),
- «Запорожець за Дунаєм» (1953),
- «Максимко» (1953),
- «Матрос Чижик» (1955, декоратор у співавт.),
- «Море кличе» (1955),
- «300 років тому…» (1956),
- «Мальва» (1957, Диплом 2-го ст. за оформлення на І Всесоюзному кінофестивалі, Москва, 1958),
- «Правда» (1957),
- «Пісні над Дніпром» (1957),
- «Надзвичайна подія» (1958, 2 с, Диплом за художнє оформлення Всесоюзного кінофестивалю, Київ, 1959),
- «Катя-Катюша» (1959),
- «Іванна» (1959, Друга премія Всесоюзного кінофестивалю, Мінськ, 1960),
- «Летючий корабель» (1960),
- «З днем народження» (1961),
- «Срібний тренер» (1963),
- «Лушка» (1964),
- «Повернення Вероніки» (1964)
- «Зірка балету» (1965),
- «Гадюка» (1965),
- «Їх знали тільки в обличчя» (1966, Диплом зонального огляду, Тбілісі, 1967),
- «Десятий крок» (1967),
- «Розвідники» (1968),
- «Шлях до серця» (1970),
- «Софія Грушко» (1971),
- «Тронка» (1971),
- «Юркові світанки» (1975, т/ф, 4 а),
- «Час — московський» (1976),
- «Місце спринтера вакантне» (1976),
- «Хвилі Чорного моря» (1976, т/ф, с. 5-6),
- «Весь світ в очах твоїх...» (1978, у співавт.),
- «Мир хатам, війна палацам» (1977, 4 а),
- «День перший, день останній» (1978, т/ф),
- «Мій генерал» (1979, т/ф, 2 а),
- «Останній гейм» (1981, у співавт.) та ін.

## Нагороди
- Нагороджений орденами Трудового Червоного Прапора, «Знак Пошани» та медалями.
- 1978 — Дипломи художникам Михайлу Юферову і Миколі Поштаренку за фільм «Весь світ в очах твоїх...») — на Республіканському кінофестивалі у Кременчуці.[1]